# August Metzger

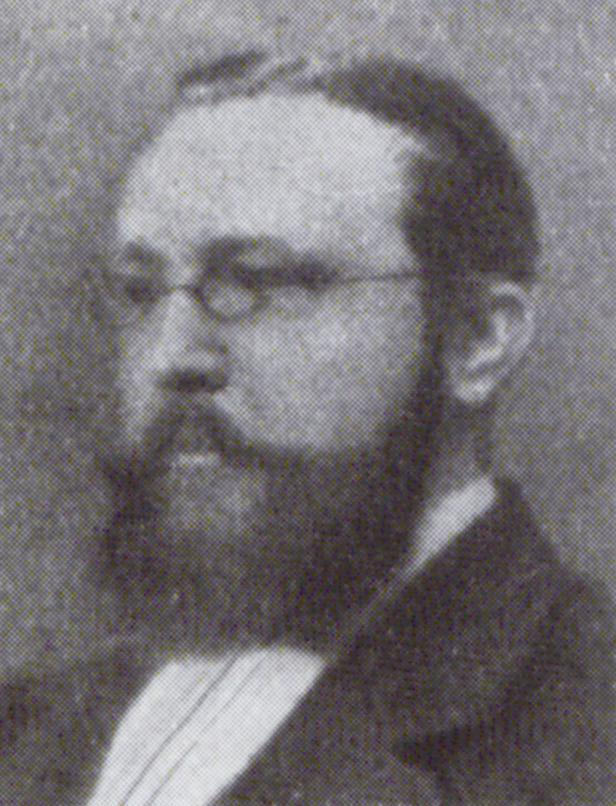
August Metzger

August Metzger (* 19. August 1832 in Hildesheim; † 20. Januar 1917 in Hann. Münden) war ein deutscher Forstzoologe.

## Leben
Metzger studierte an der Friedrichs-Universität Halle und der Georg-August-Universität Göttingen Zoologie. In Göttingen wurde er 1855 Mitglied des Corps Luneburgia. Nachdem er 1856 das Staatsexamen gemacht und zum Dr. phil. promoviert worden war, war er Lehrer in Goslar, Einbeck, Norden und Göttingen. Als Lehrer für Zoologie und Botanik ging er 1869 an das Polytechnikum Hannover. 1873 zum Professor für Zoologie ernannt, ging er an die Königlich Preußische Forstakademie Hannoversch Münden. Im Nebenamt war er Fischmeister der Provinz Hannover. 1904, im Alter von 72 Jahren, wurde er als Geh. Regierungsrat emeritiert.